# Papa Giovanni XX
Giovanni XX è una presunta figura legata alla Chiesa cattolica, frutto di un errore: non è mai esistito né un papa né un antipapa con tale nome. Alcuni hanno utilizzato questa discontinuità nella numerazione come prova del fatto che ci fu una papessa Giovanna. Ma quella della papessa Giovanna è certamente una leggenda, nata probabilmente da satira antipapale del Medioevo.

## Storia
Alcuni storici dell'XI secolo credevano che fosse esistito un papa di nome Giovanni tra l'antipapa Bonifacio VII e papa Giovanni XV; ad esempio, il Platina e il Panvinio lo mettono tra Bonifacio VII e Giovanni XV, qui detto "XVI", dandogli un pontificato di otto mesi tra l'agosto del 985 e il maggio del 986.
Gli storici che compresero l'errore chiamarono questo pontefice ritrovato Giovanni XIV Bis, perché ormai la numerazione fino a Giovanni XIX (XVIII) era fissata. In realtà Giovanni XIX era il XVIII con questo nome, ma gli era stato aumentato il numerale di un'unità per includere l'antipapa Giovanni XVI. Infatti la numerazione era errata già prima che, sbagliando, si includesse Giovanni XIV Bis: comprendeva Giovanni Filàgato ossia l'antipapa Giovanni XVI contato come "Papa Giovanni XVI", allora considerato legittimo tra Gregorio V e Silvestro II. È per questo che la storiografia aveva rinumerato i pontefici Giovanni XVI, XVII e XVIII come papi Giovanni XVII, XVIII e XIX, così come sono detti ancora oggi.
L'errore aumentò includendo pure Giovanni XIV bis come "Giovanni XV". Così i suddetti pontefici Giovanni XV, XVII, XVIII e XIX furono rinumerati XVI, XVIII, XIX e XX, e "papa Giovanni XVI" (l'antipapa Filàgato) divenne "papa Giovanni XVII". Per questo Pedro "Ispano" Iuliani si chiamò papa Giovanni XXI e non "Giovanni XIX". Un papa mai esistito e un antipapa aggiunti impropriamente alla lista hanno causato l'impossibile comparsa di un papa Giovanni XX, né un antipapa ha mai preso questo nome.
Eliminando dalle liste questo pontefice immaginario si è rimediato parzialmente all'errore, ma Giovanni XVI, XVII e XVIII continuano a rimanere "XVII", "XVIII" e "XIX", e il numerale "XVI" rimane al Filàgato, non perché lo si consideri ancora papa (è stato tolto dalle liste), ma solo perché altrimenti si avrebbero non uno ma due numerali inutilizzati nell'elenco dei papae Ioannes.
Il mito di Giovanni XIV bis (XV) nasce dalla trasmissione testuale di una voce in papa Giovanni XIV (983-984) nel Liber pontificalis. Questa voce mal interpretata originariamente specificava non solo la durata del suo pontificato ("VIII mens." = 8 mesi), ma anche la durata della sua prigionia causata da Bonifacio VII, "per IV menses" ("per 4 mesi"), metà del pontificato. Nell'XI secolo, qualche tempo dopo Giovanni XIX, la voce su Giovanni XIV è stata letta come riferimento a due Giovanni distinti, il primo regnante per 8 mesi, il secondo per 4: Ioannes m. VIII ("Giovanni, otto mesi") e Ioannes m. IV ("Giovanni, quattro mesi").
In realtà i "menses IV" erano il tempo trascorso in prigione. Questo equivoco fu rafforzato dal fatto che era davvero esistito un cardinale diacono di nome Giovanni, figlio di Roberto (nominato cardinale da papa Benedetto VII nel 983, assieme al futuro Giovanni XV), che, dopo la morte di Giovanni XIV, si oppose a Bonifacio VII, ma fu da questi accecato. Questa figura storica fu identificata da storici come Mariano Scoto e Goffredo da Viterbo col fantomatico papa Giovanni XIV bis. Tal Giovanni di Roberto, eletto dopo Bonifacio VII, sarebbe stato "eletto" dai romani a forza quale successore di Giovanni XIV contro l'usurpatore Bonifacio VII, ma avrebbe avuto la peggio; morto Bonifacio VII, avrebbe regnato solo quattro mesi tra luglio/agosto e novembre/dicembre 985 oppure tra dicembre 985 e aprile 986. Secondo altre fonti, invece, avrebbe regnato pochissimi giorni nell'agosto 985, ma morì prima di essere consacrato e fu quindi rimpiazzato subito da Giovanni XV, che ne riprese, in modo legittimo, il nome e il numerale (come accadde nel 752 al cardinale prete Stefano e a Papa Stefano II).
Alla sua elezione, Pedro "Ispano" Iuliani pensò di correggere l'errore (che in realtà, come detto, non c'era) rinumerando la serie di papi da Giovanni XV a Giovanni XIX (incluso l'antipapa Giovanni XVI) erroneamente da "XVI" a "XX".
Anche se i quattro Papi Giovanni sono stati rinumerati da XV a XIX, com'erano divenuti dopo l'errore iniziale di aver incluso il Filàgato e com'erano prima dell'errore successivo di aver incluso Giovanni XIV Bis, i successivi Giovanni XXI, Giovanni XXII e Giovanni XXIII, compreso l'Antipapa Giovanni XXIII, sono numerati mantenendo questo errore. L'Antipapa Cossa da taluni, ad esempio Edward Gibbon, è chiamato "Giovanni XXIII (XXII)" per far risaltare questa anomalia.
Quindi, Papa Giovanni XX non esiste perché è stato saltato nella numerazione.

## Papae Ioannes nel XIV secolo
In sostanza nel 1316, al tempo della propria elezione, Jacques Duèze si ritrovò una lista papale così composta:
- Papa Benedictus VI * Benedetto VI (973-974)
- Papa Donus II * Antipapa Dono II (974), mai esistito
- Papa Benedictus VII * Benedetto VII (974-983)
- Papa Ioannes XIV * Giovanni XIV (983-984)
- Papa Bonifacius VII * Antipapa Bonifacio VII (984-985)
- Papa Ioannes XV * Ioannes XIV Bis (985), mai esistito
- Papa Ioannes XVI * Giovanni XV (985-996)
- Papa Gregorius V * Gregorio V (996-997), la cui deposizione nel 997 era ritenuta valida
- Papa Ioannes XVII * Antipapa Giovanni XVI (997-998)
- Papa Silvester II * Silvestro II (999-1003)
- Papa Ioannes XVIII * Giovanni XVII (1003)
- Papa Ioannes XIX * Giovanni XVIII (1003-1009)
- Papa Sergius IV * Sergio IV (1009-1012)
- Papa Benedictus VIII * Benedetto VIII (1012-1024)
- Papa Ioannes XX * Giovanni XIX (1024-1032)

...
- Papa Ioannes XXI * Giovanni XXI (1276-1277)

In base a queste conte errate, logicamente Duèze pensò bene, continuando la serie dei Papi Giovanni, di prendere il nome pontificale "Giovanni XXII" anziché "XX".

## Papae Ioannes nella Basilica di San Paolo fuori le Mura
A seguito di tentativi di collocare Ioannes XIV bis in modo esatto nella cronologia dei Papi, anche di lui, come di Dono II, esiste un ritratto in San Paolo fuori le mura, però tra Giovanni XV e Gregorio V. Così lì Ioannes XIV bis è chiamato addirittura "Giovanni XVI", con la scritta che gli dà un pontificato di quattro mesi e dodici giorni, mentre quello di Giovanni XV (che vede il proprio numerale lasciato inalterato) viene "ridotto" a un anno, quattro mesi e dodici giorni. L'antipapa Giovanni XVI è, anche qui, chiamato "Papa Giovanni XVII". Pressappoco, nella Basilica il papato di Giovanni XV è datato da agosto 985 a dicembre 995 (invece che fino all'aprile seguente), mentre quello di Ioannes XIV bis-Giovanni XVI da dicembre 995 ad aprile 996.
- Papa Benedictus VI * Benedetto VI (973-974)
- Papa Donus II * Antipapa Dono II (974), mai esistito
- Papa Benedictus VII * Benedetto VII (974-983)
- Papa Ioannes XIV * Giovanni XIV (983-984)
- Papa Bonifacius VII * Antipapa Bonifacio VII (984-985)
- Papa Ioannes XV * Giovanni XV (985-995)
- Papa Ioannes XVI * Ioannes XIV Bis (995-996), mai esistito
- Papa Gregorius V * Gregorio V (996-997), la cui deposizione nel 997 era ritenuta valida
- Papa Ioannes XVII * Antipapa Giovanni XVI (997-998)
- Papa Silvester II * Silvestro II (999-1003)
- Papa Ioannes XVIII * Giovanni XVII (1003)
- Papa Ioannes XIX * Giovanni XVIII (1003-1009)
- Papa Sergius IV * Sergio IV (1009-1012)
- Papa Benedictus VIII * Benedetto VIII (1012-1024)
- Papa Ioannes XX * Giovanni XIX (1024-1032)

...
- Papa Ioannes XXI * Giovanni XXI (1276-1277)

Anche in base a questa conta errata nella Basilica, chiaramente Duèze avrebbe concluso, continuando la serie dei Papi Giovanni, di dover prendere il nome "Giovanni XXII" anziché "XX".

## Il successore di Benedetto IX e Silvestro III
Un altro errore di conta pontificale che può aver indotto Pedro "Ispano" Iuliani (Giovanni XXI), e di conseguenza Jacques Duèze (Giovanni XXII), a ritenere che prima di loro vi fossero stati venti Papi Giovanni, fu che diverse fonti ritennero che Papa Benedetto IX, dopo aver deposto il successore Silvestro III per riprendersi il potere, abbia poi venduto la tiara a tal "Giovanni XX", consacrandolo con le sue mani, per poi pentirsi e rivolere il Soglio Pontificio di nuovo. Giovanni XX sarebbe morto e al suo posto sarebbe stato eletto Gregorio VI, che avrebbe conteso il papato a Benedetto IX e Silvestro III. In realtà ciò è un errore, in quanto si distinguono come due persone diverse tal "Papa Giovanni" e Giovanni "Graziano" de' Graziani, ossia Gregorio VI, che in realtà sono la stessa persona.

## Influenza culturale
Nell'umoristico romanzo fantasy Jurgen, di James Branch Cabell, il protagonista apprende di questa omissione. Egli ottiene l'accesso al paradiso sostenendo di essere papa Giovanni XX, e nessuno lo contraddice per questa rivendicazione, in quanto in paradiso un Giovanni XX in effetti non c'è.